# Josepha Walter
Josepha Walter (* 25. Dezember 1996 in Münster) ist eine deutsche Schauspielerin, Synchronsprecherin und Comedienne.

## Leben
Josepha Walter wuchs in ihrer Geburtsstadt Münster auf und verließ dort 2015 das Gymnasium mit dem Abitur. Sie lernte als Kind Geige und Klavier und erhielt später Schauspiel-, Gesangs- und Sprechunterricht. 2016 begann sie zusätzlich zu ihrer schauspielerischen Tätigkeit ein Studium der Theaterwissenschaft, Philosophie und Französischen Philologie an der Freien Universität Berlin.

## Karriere
Ihren ersten Auftritt hatte die damals 18-Jährige in dem Kurzfilm Fettes Grün. Der Film, in dem eine junge Frau für ihren Traum kämpft, trotz ihrer starken Höhenangst Astronautin zu werden, wurde mehrfach ausgezeichnet, so beispielsweise beim BDFA Landesfilmfestival in Düsseldorf, beim Bundesfilmfestival Fiction und beim Mediterranean Film Festival in Cannes. 2017 spielte sie in dem Film Libido des deutsch-mexikanischen Regisseurs Tavo Ruiz die Rolle der Amy.
Neben weiteren Auftritten und Kurzfilm- und Studierendenproduktionen folgten ab 2017 erste Fernsehauftritte, unter anderem in der ZDF-Vorabendserie SOKO Wismar und in der Komödie Familie Bundschuh – Wir machen Abitur an der Seite von Uwe Ochsenknecht und Andrea Sawatzki. 2019 spielte Walter eine kleine Rolle in der Netflix-Serie The Queen’s Gambit unter der Regie des Oscar-Nominierten Scott Frank.
Für die Hauptrolle in dem Kurzfilm Dotted Lines wurde Walter 2020 auf dem Amsterdam World International Festival, auf dem Reykjavik Independent Film Festival und bei den Rome Film Awards in der Kategorie „Beste Schauspielerin“ ausgezeichnet.
Im April 2021 erschien das Musikvideo zu dem Song Club 27 des Sängers Thees Uhlmann, in dem Josepha Walter neben Thees Uhlmann und Benjamin von Stuckrad-Barre auftrat.
In der Comedyserie Mitbewohner*in gesucht! von Jörn Michaely spielt Walter die Hauptrolle Bea. Die Serie wurde am 25. Januar 2023 erstmals auf dem Filmfestival Max Ophüls Preis und anschließend in der ARD-Mediathek gezeigt. In der Serie Intimate spielte sie die Komparsin Ruby, die am Set der fiktiven Serie Soko Undercover zur Schauspielerin befördert wird.
Seit 2023 ist Walter als Stand-Up-Comedian tätig.

## Theater
Ab 2015 trat Josepha Walter zunächst in kleineren Rollen am Theater Münster und später an mehreren Berliner Off-Theater auf.
Seit der Spielzeit 2021/22 spielt sie neben Hugo Egon Balder und Jochen Busse in dem Stück Komplexe Väter unter der Regie von René Heinersdorff.

## Filmografie
- 2016: Fettes Grün (Kurzfilm)
- 2017: Libido (Kurzfilm)
- 2017: Benim Evim Sensin (Filmakademie Baden-Württemberg)
- 2018: Warten auf morgen (Kurzfilm)
- 2018: SOKO Wismar – Taxi Blues
- 2019: Wer in die Sonne schaut, kann keine Sterne sehen (Kurzfilm)
- 2019: Familie Bundschuh – Wir machen Abitur
- 2019: Mitbewohner gesucht! (HBK Saar)
- 2020: Das Damengambit (The Queen’s Gambit, Fernseh-Miniserie, Folgen Openings und Middle Game, Synchronrolle)
- 2022: SOKO Wismar – Tod ahoi!
- 2023: Die Bergretter – Giftiges Erbe
- 2023: Mitbewohner*in gesucht!
- 2023: Intimate.